# Thủy hử
Thủy hử hay Thủy hử truyện (水滸傳, nghĩa đen là "bến nước"), tên gốc là Trung nghĩa truyện (忠義傳) hay Trung nghĩa Thủy hử truyện (忠義水滸傳), là một tác phẩm trong bốn tác phẩm lớn của văn học cổ điển Trung Hoa, thường gọi là nhóm Tứ đại danh tác. Tác giả Thủy hử thường ghi là Thi Nại Am. Truyện được viết dựa theo sách Đại Tống Tuyên Hòa di sự Cốt truyện chính là sự hình thành và những thành tích của một nhóm người chống triều đình mà trở thành giặc cướp, thường gọi là 108 anh hùng Lương Sơn Bạc.

## Tác giả
Thi Nại Am theo sử liệu sinh năm 1296, mất năm 1370 tức là ông sống trong khoảng thời gian cuối đời Nguyên, đầu đời Minh trong lịch sử Trung Quốc. Quê của ông ở huyện Ngô, tỉnh Giang Tô sau dời đến Hưng Hóa. Thi Nại Am đỗ tiến sĩ năm 1330 dưới đời nhà Nguyên, rồi ông làm quan 2 năm ở Tiền Đường (nay thuộc tỉnh Hàng Châu, Trung Quốc). Sau vì bất mãn với triều đình nhà Nguyên, ông từ quan về ở ẩn, chuyên tâm sáng tác văn học.
Thủy hử là tác phẩm nổi tiếng nhất của Thi Nại Am sáng tác dựa trên các câu chuyện truyền miệng trong dân gian đời Tống, Nguyên. Có giả thuyết cho rằng Thủy hử là do Thi Nại Am và La Quán Trung cùng sáng tác nhưng tính chính xác của giả thuyết ấy không cao. Sở dĩ có giả thuyết trên vì cuộc đời của Thi Nại Am và La Quán Trung có nhiều điểm giống nhau như đều sống trong khoảng thời gian cuối đời Nguyên, đầu đời Minh.

## Các phiên bản
Thủy hử truyện bắt nguồn từ những ghi chép về cuộc khởi nghĩa Tống Giang trong Tống sử và một số ghi chép mang tính chất dã sử trong Đại Tống Tuyên Hòa di sự. Có thể nói Đại Tống Tuyên Hòa di sự, với nội dung về "Tống Giang khởi nghĩa, bị Trương Thúc Dạ đánh bại, quy hàng, theo đánh Phương Lạp", là tiền thân của Thủy hử truyện.
Thủy hử có nhiều phiên bản, bản 70 hồi, 100 hồi, 114 hồi, 115 hồi, 120 hồi, 140 hồi,... Theo Lỗ Tấn, có tổng cộng sáu bản Thủy hử, thuộc hai loại: 70 hồi và trên 70 hồi. Trong đó, bản 100 hồi được xem là gần với nguyên tác nhất, với tựa đề ban đầu là Trung nghĩa Thủy hử truyện, nội dung gồm việc các anh hùng Lương Sơn Bạc tụ nghĩa (thường nằm trong khoảng 70 hồi) và bình Liêu đánh Phương Lạp. Bản Thủy hử phổ biến nhất là bản 70 hồi, do Kim Thánh Thán - một nhà phê bình nổi tiếng đời Thanh soạn lại. Kim Thánh Thán đã cắt bỏ hầu hết các nội dung khác, bao gồm việc đánh Liêu và Phương Lạp, chỉnh sửa lại theo quan điểm cá nhân, gia tăng bình luận của bản thân, từ đó tạo thành bản 70 hồi thường thấy ngày nay, gọi là Bình bản Thánh Thán.
Do sự cắt bỏ Kim Thánh Thán, các chi tiết chính Liêu và Phương Lạp được tách riêng, được bổ sung thêm phần bình Điền Hổ, Vương Khánh, tạo thành nhiều phiên bản, phổ biến nhất là bản 115 hồi còn được gọi là Giản bản và được gọi chung là Tục Thủy hử hay Chinh tứ khấu, được cho là của La Quán Trung. Các nội dung đó về sau được nhà sách Viên Vô Nhai chỉnh sửa, biên tập lại thành bản 120 hồi ngày nay, trở nên phổ biến với tên gọi Thủy hử toàn truyện hay Viên bản. 49 chương cuối của Thủy hử toàn truyện bị Kim Thánh Thán cắt bỏ được xuất bản tại Việt Nam với tên gọi Hậu Thủy hử.
Năm 1933, ở Thượng Hải xuất bản một bản Thủy hử với tên gọi Mai thị tàng bản, hay còn gọi là Cổ bản gồm 120 hồi với 70 hồi đầu tương đối giống bản Kim Thánh Thán. Nội dung Cổ bản hoàn toàn khác với Tục Thủy hử, nghĩa quân Lương Sơn Bạc không nhận chiêu an mà liên tục đấu tranh chống triều đình, cường hào ác bá đến cùng. Kết cục của Cổ bản là kết thúc mở, có thể do bị mất nội dung phần sau, được nhiều nhà nghiên cứu cho rằng liên quan tới chống Kim. Cổ bản Thủy hử là một bản sách gây tranh cãi khi có nhà nghiên cứu cho rằng đây là bản gốc trước khi bị Kim Thánh Thán cắt bỏ, nhưng kết luận cuối cùng nhận định đây là một tác phẩm ngụy tạo do Mai Ký Hạc sáng tác.
Ngoài ra, còn có một quyển sách tên là Thủy hử hậu truyện gồm 40 hồi, viết tiếp bản 100 hồi, với nội dung là các thủ lĩnh còn sống sót cùng con em của Lương Sơn Bạc lần nữa tụ nghĩa, trừ gian thần, kháng quân Kim. Một bộ truyện khác là Đãng khấu chí của Du Vạn Xuân, gồm 70 hồi, viết tiếp bản 70 hồi của Kim Thánh Thán, với nội dung là Lương Sơn Bạc bị triều đình đánh dẹp. Kim Bình Mai cũng là một tác phẩm diễn sinh từ Thủy hử. Một số nhân vật của Thủy hử xuất hiện hoặc có quan hệ với một số nhân vật khác trong tác phẩm Thuyết Nhạc toàn truyện (xuất bản tại Việt Nam với tên gọi Nhạc Phi diễn nghĩa). Còn một tác phẩm nữa mang tên Hậu Thủy hử truyện, tuy nhiên nội dung của tác phẩm này hầu như không liên quan tới Thủy hử.

## Cốt truyện
Quá trình tập hợp của các anh hùng thảo dã tại bến nước để hình thành quân khởi nghĩa Lương Sơn Bạc được Thi Nại Am dành 70 hồi để diễn giải. Tuy nhiên, nhân vật đầu tiên được đề cập không phải là một trong các vị anh hùng Lương Sơn, mà là Cao Cầu. Theo ý kiến các nhà nghiên cứu, quá trình thăng tiến của gian thần Cao Cầu chính là sự tố cáo cho chính sự thối nát của nhà Bắc Tống khi đó mà người chịu trách nhiệm cao nhất là hoàng đế Tống Huy Tông, một quân vương chơi bời, không quan tâm tới việc triều chính.
Từ một thảo dân lông bông, Cao Cầu gặp may hết lần này tới lần khác, trở thành sủng thần của vua Tống Huy Tông và được phong chức Thái uý. Mối liên kết giữa các gian thần Cao Cầu, Lương Trung Thư, Dương Tiễn... và bộ máy quan lại tham lam, xảo quyệt, độc ác bên dưới đã làm hại các trung thần của triều đình (Lâm Xung, Dương Chí, Hoa Vinh...) khiến họ lần lượt phải bỏ sự nghiệp đi theo Lương Sơn Bạc.
Cũng có những anh hùng xuất thân nơi thôn dã, không có chức vụ quyền hành nhưng bất bình với sự áp chế, bóc lột của quan lại địa phương như Lý Quỳ, Sử Tiến, Lưu Đường... nên đã ra tay cứu giúp người hoạn nạn hoặc tự cứu bản thân mình, trở thành người phạm tội với triều đình và cũng lên Lương Sơn.
Từng nhóm anh hùng được tập hợp riêng lẻ, rồi sau đó tất cả đều tụ về Lương Sơn. Theo đánh giá của các nhà nghiên cứu về Thủy hử, có những người mà con đường lên Lương Sơn vòng vo nhiều lần như Tống Giang, vì ông vốn mang tư tưởng trung hiếu với triều đình; lại có những người con đường lên Lương Sơn thẳng tuột như Lý Quỳ - ông coi việc làm phản khi bị hà hiếp là đương nhiên. Thủy hử phản ánh thực trạng trong xã hội phong kiến nhiều đời: "quan bức thì dân phản", điều đó rất hợp với tâm lý của đông đảo quần chúng lao động nghèo khổ bị bóc lột, áp bức nên Thủy hử dễ đi sâu vào tiềm thức của nhân dân.
Điều khiến Thủy hử trở nên ly kỳ, hấp dẫn là ngoài tính cách đa dạng của các nhân vật, các tình tiết còn mang nhiều tính bất ngờ, thú vị cho người đọc. Người thủ lĩnh đầu tiên của Lương Sơn Bạc là Vương Luân, nhưng chính Vương Luân lại bị Lâm Xung giết để tôn Tiều Cái. Tiều Cái được xem là người khai sáng Lương Sơn, nhưng lại không thuộc vào số 108 vị anh hùng - không thuộc vào 36 vị thiên cang hay 72 vị địa sát - vì ông tử trận trước khi Lương Sơn tập hợp đủ 108 người. Tài năng, tính cách của các anh hùng Lương Sơn cũng phong phú, mỗi người một vẻ. Ngoài những người giỏi chinh chiến trên lưng ngựa như Quan Thắng, Lâm Xung, Hô Diên Chước, Tần Minh, Đổng Bình... đánh bộ như Lý Quỳ, Võ Tòng, Lỗ Trí Thâm... còn một đội ngũ các tướng chuyên đánh thủy quân như anh em họ Trương, 3 anh em họ Nguyễn, Lý Tuấn; các quân sư tài ba như Ngô Dụng, Chu Vũ; những người di chuyển nhanh hoặc giỏi đột nhập như Đới Tung, Thời Thiên... Đặc biệt, trong các anh hùng Lương Sơn còn có 3 người phụ nữ (Cố Đại Tẩu, Hổ Tam Nương và Tôn Nhị Nương).

## Các thủ lĩnh Lương Sơn Bạc
Xem chi tiết: Danh sách các thủ lĩnh Lương Sơn Bạc
Các anh hùng Lương Sơn Bạc thường được nhắc tới gồm có 108 người, tuy nhiên trên thực tế phải là 109 người, nếu tính cả Tiều Cái. Xa hơn nữa, chủ trại đầu tiên là Vương Luân, song Vương Luân nhanh chóng bị trừ khử không đóng vai trò gì đối với sự phát triển của Lương Sơn Bạc và do đó không được nhắc tới và không được tính vào hàng ngũ các anh hùng Lương Sơn.
Mặc dù Tiều Cái không chính thức thuộc về 108 anh hùng Lương Sơn Bạc vì trúng tên chết sớm ở trại Tăng Đầu, nhưng xét ra Tiều Cái là người lãnh tụ đầu tiên từ lúc Lương Sơn mới mở. Đối với các anh hùng Lương Sơn Bạc, từ Tống Giang trở đi, Tiều Cái là thủ lĩnh tối cao và nếu không vì cái chết của Tiều Cái, Tống Giang có thể không trở thành thủ lĩnh của Lương Sơn
108 thủ lĩnh Lương Sơn gồm có 36 vị sao Thiên Cương và 72 vị Địa sát, đứng đầu là Tống Giang (tức Tống Công Minh) và cuối cùng là Đoàn Cảnh Trụ.
Sau khi về hàng triều đình, quân Lương Sơn được điều đi chống quân nhà Liêu xâm phạm bờ cõi nhà Tống. Trở về, triều đình lại phái quân Lương Sơn đi đánh dẹp các cuộc khởi nghĩa khác của Điền Hổ, Vương Khánh và Phương Lạp.
Khi đánh quân Liêu và các cuộc khởi nghĩa nông dân khác của Điền Hổ, Vương Khánh, quân Lương Sơn toàn thắng và không có tướng lĩnh nào tử trận. Tuy nhiên, khi đánh Phương Lạp, quân Lương Sơn bị tổn thất nặng. Trong 108 người, 5 người không tham dự cuộc chiến với Phương Lạp do được lệnh ở lại hoặc bị gọi về phục vụ triều đình; 103 người tham dự cuộc chiến với Phương Lạp thì có 59 người bị tử trận, 10 người ốm chết dọc đường, 7 người không trở về triều nhận quan tước, chỉ còn 27 người trở về kinh đô nhà Tống.
Trong 32 người phục vụ triều đình sau chiến dịch đánh Phương Lạp, 3 người bị bọn gian thần (Sái Kinh, Đồng Quán, Cao Cầu) trực tiếp hoặc gián tiếp sát hại là Tống Giang, Lư Tuấn Nghĩa, Lý Quỳ; 2 người tự vẫn theo là Ngô Dụng, Hoa Vinh; 12 người về tới kinh đô nhưng vẫn không nhận chức quan, bỏ về quê cũ hoặc đi làm đạo sĩ; 3 người nhận chức rồi sau đó từ chức vì không thích chốn quan trường nhiều gian thần; 12 người tiếp tục phục vụ triều đình.

## Hình ảnh

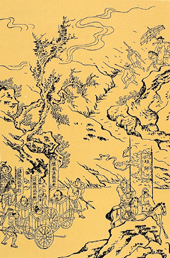
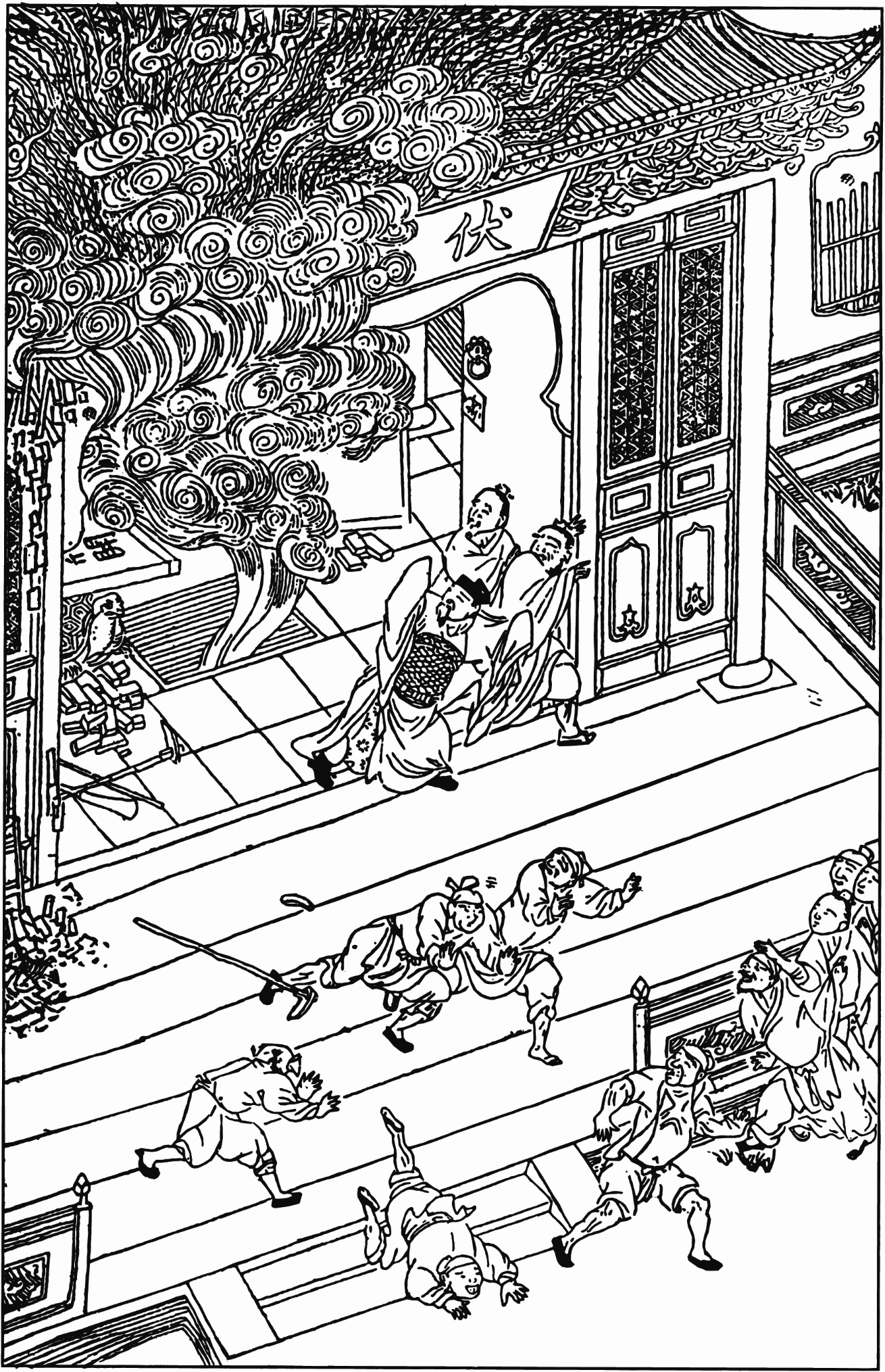
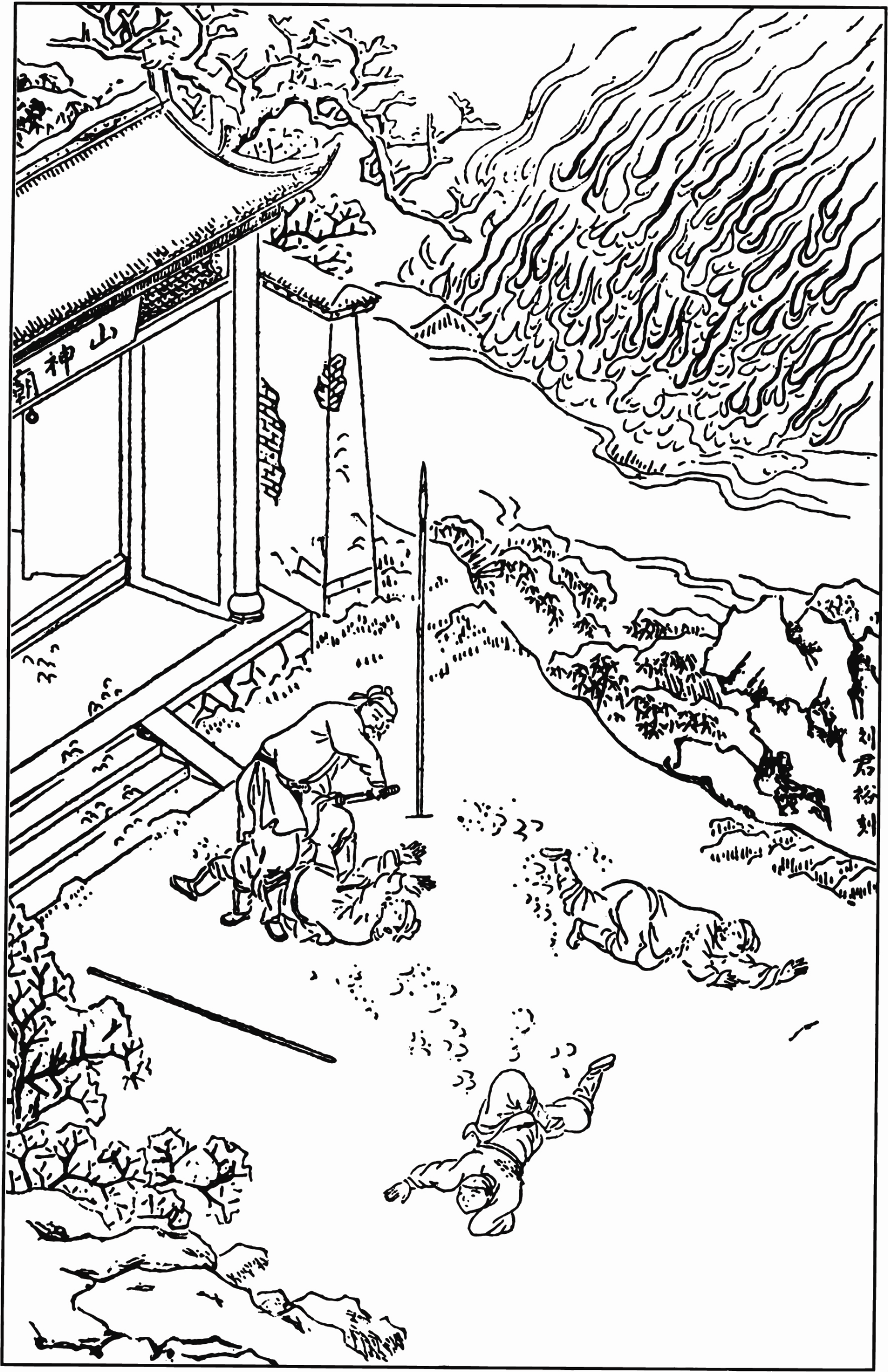
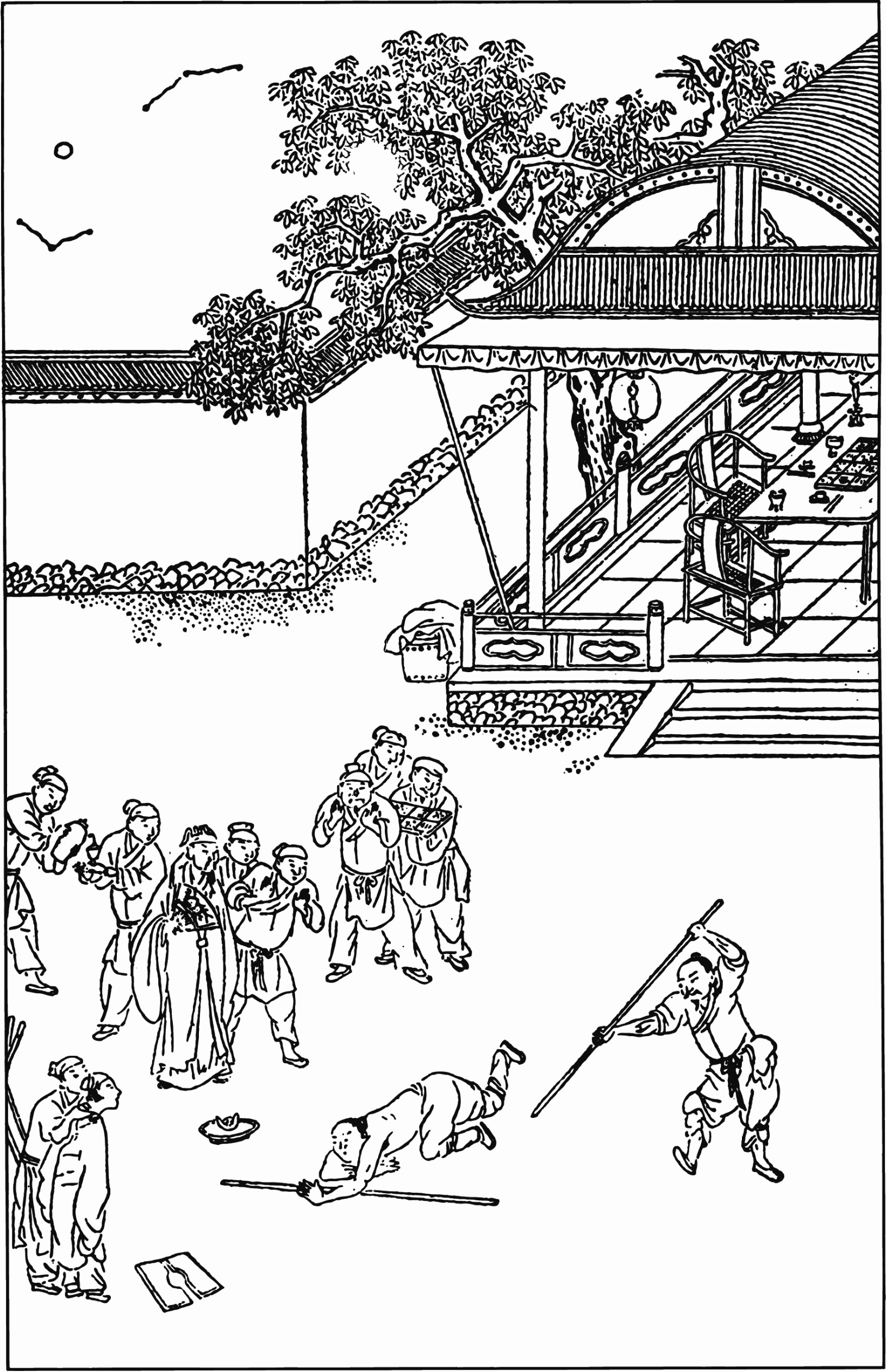
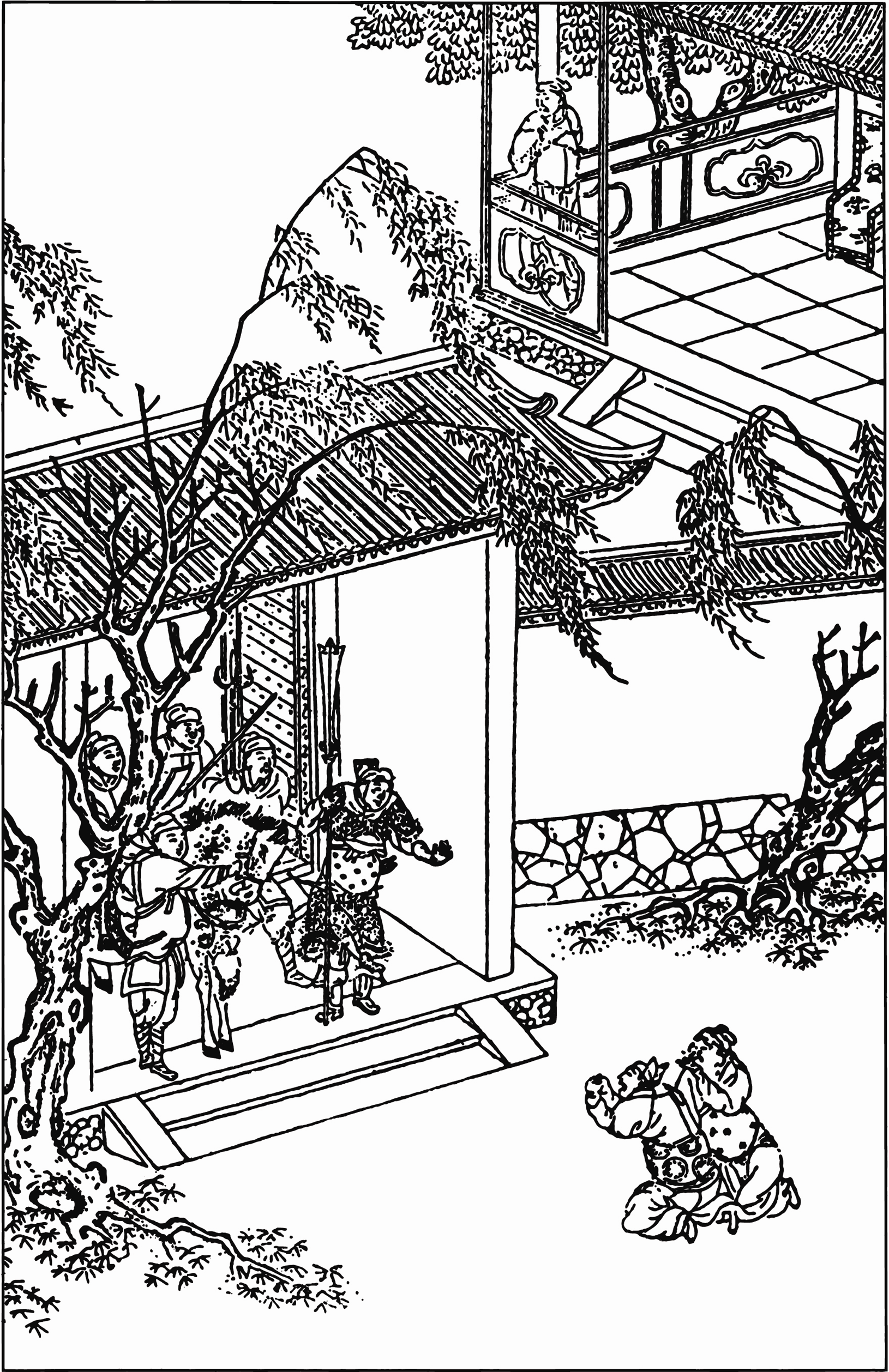
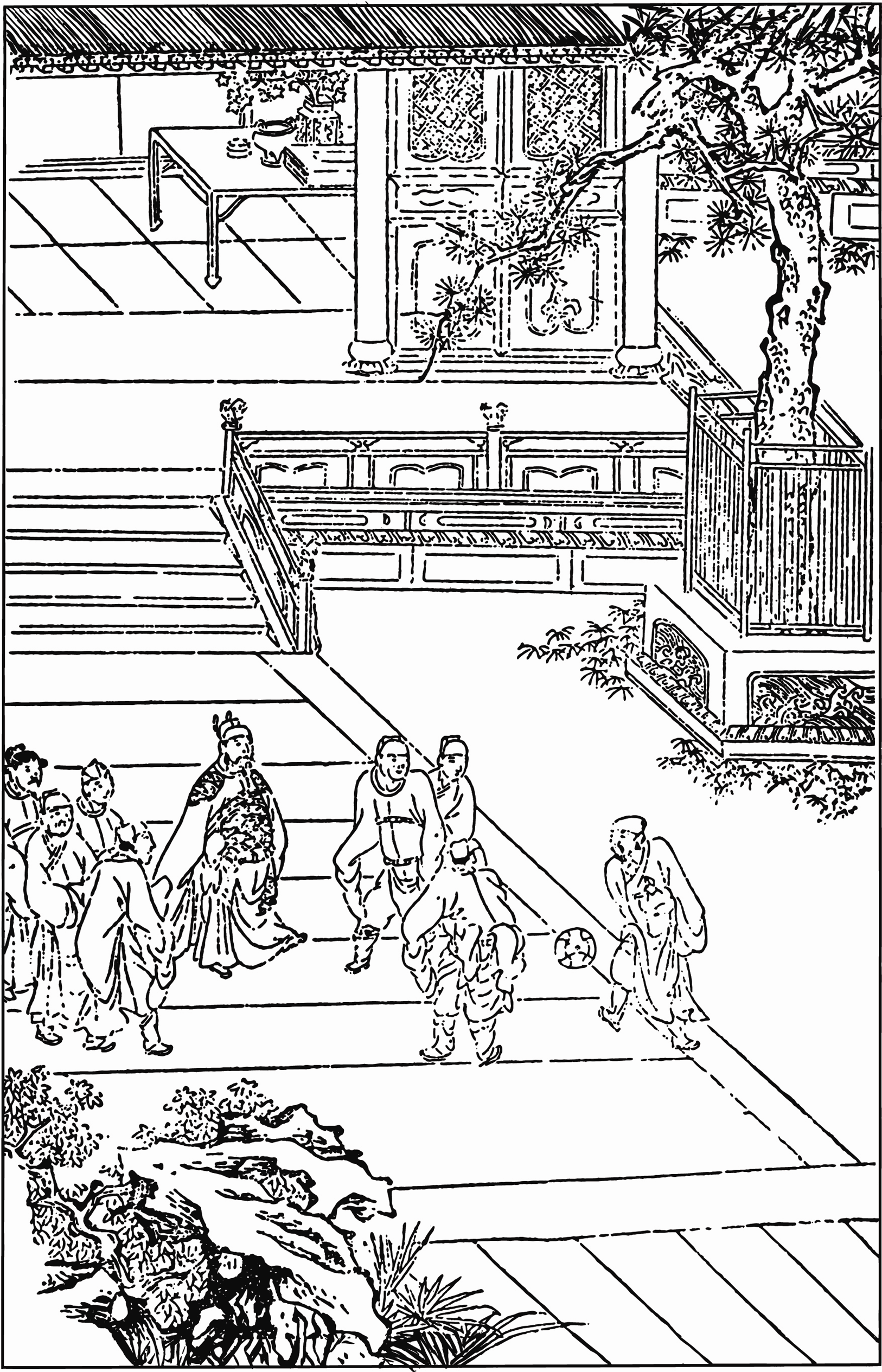
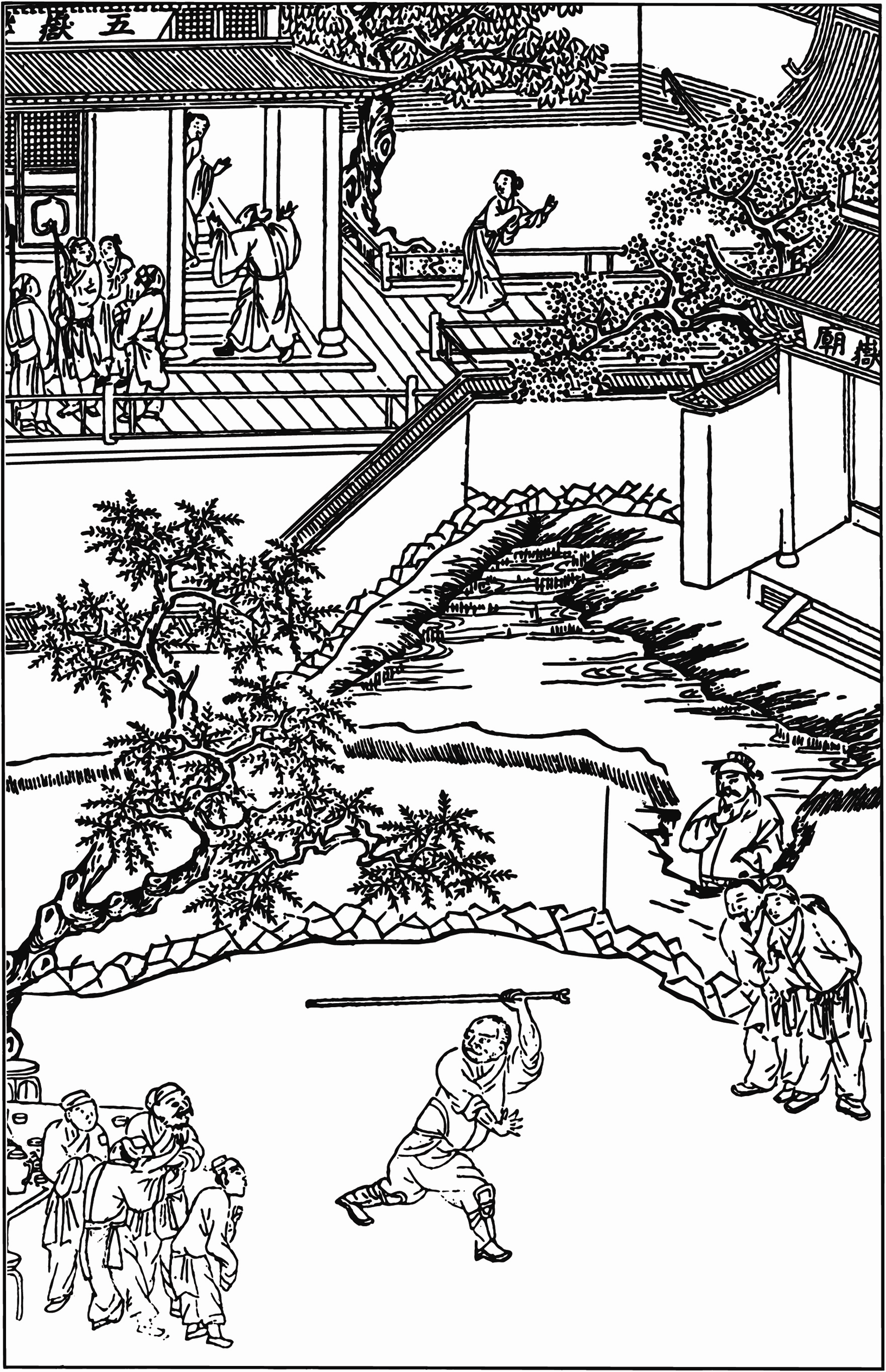
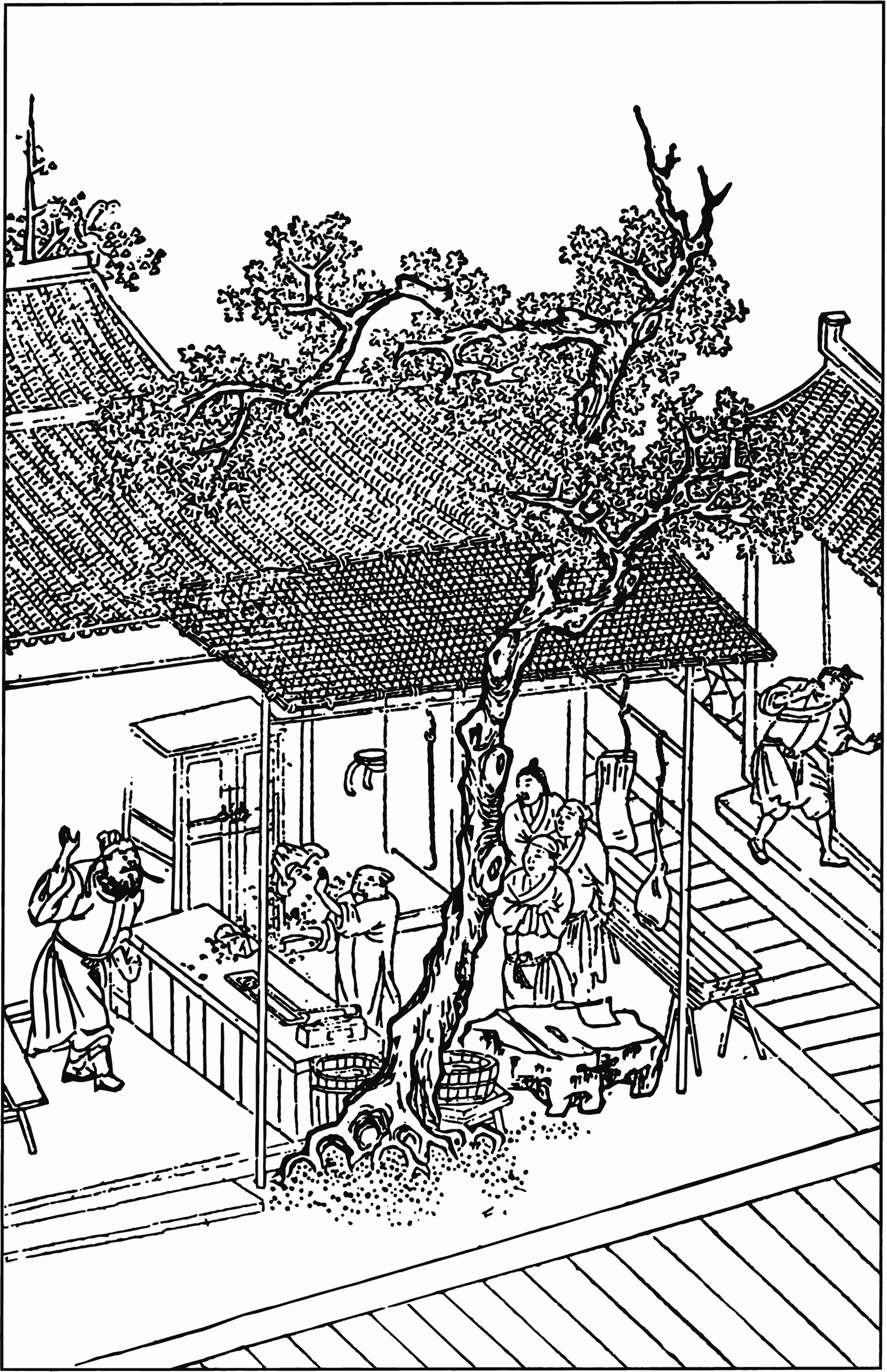
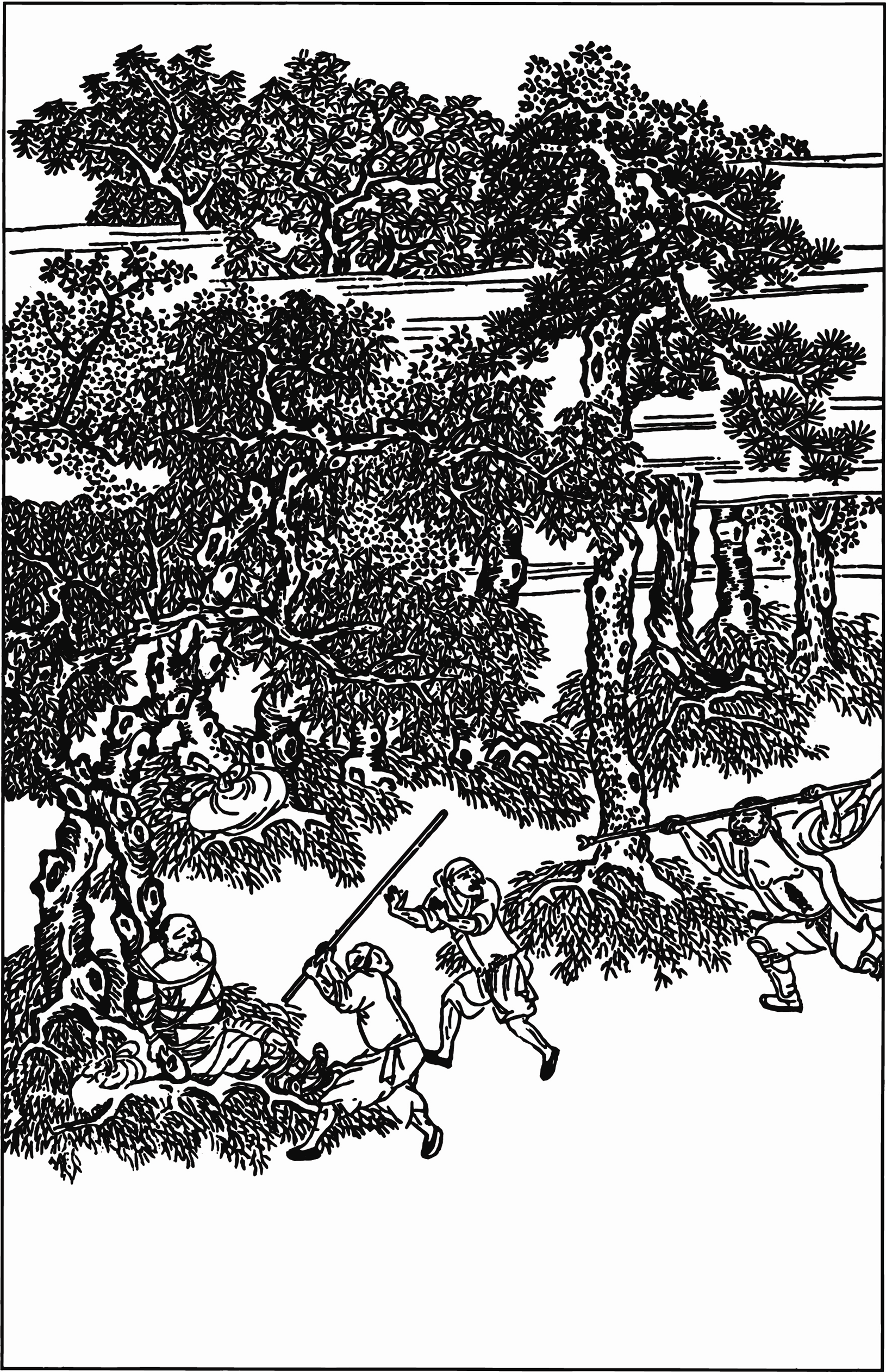
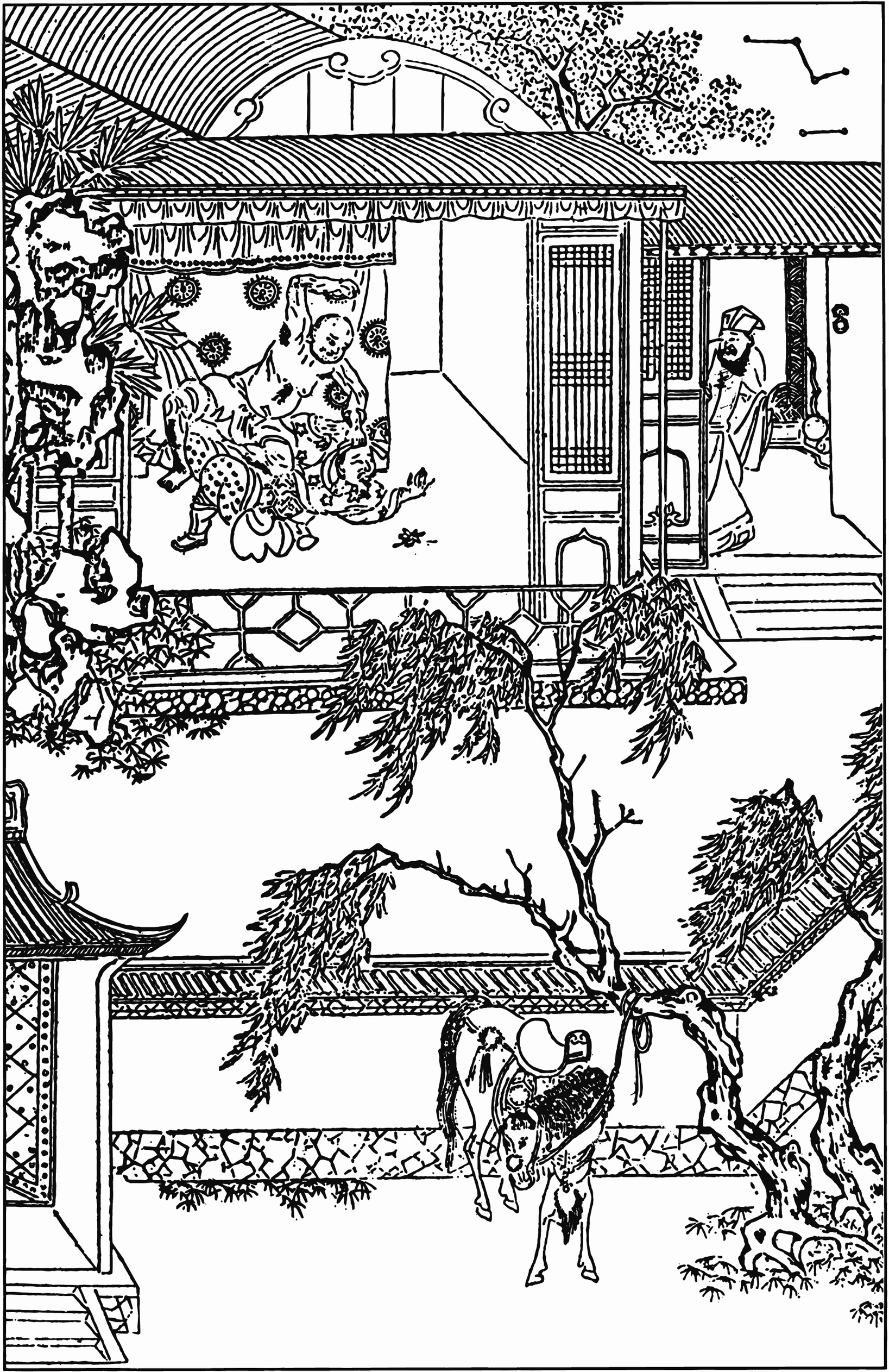
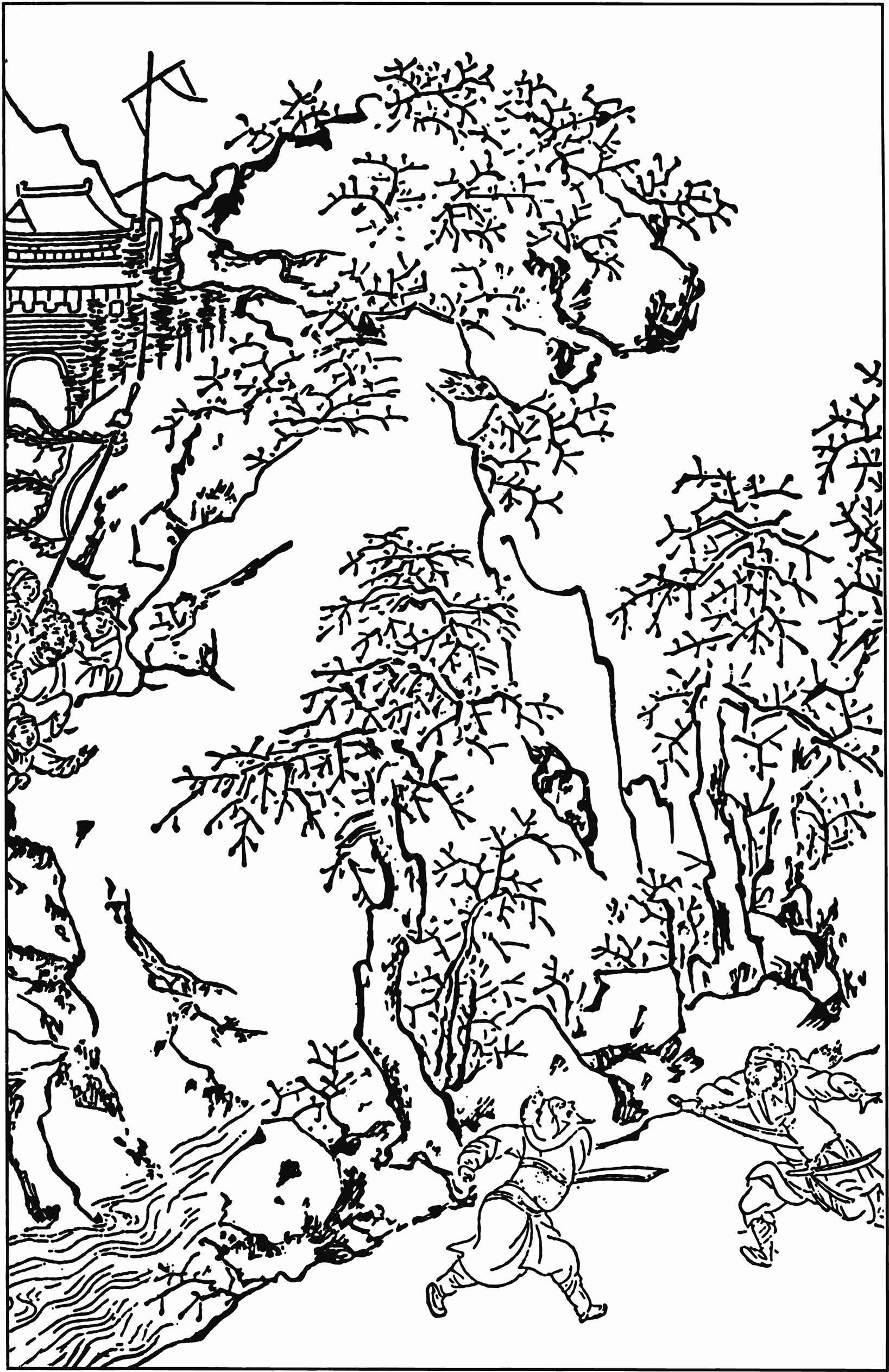

## Khái quát về các nhân vật trong tác phẩm

### Về hình tượng, tính cách nhân vật
Trong bài giới thiệu về tác phẩm Thủy hử, giáo sư Lương Duy Thứ viết: 
... Có người cho rằng, giá trị cơ bản của Thủy hử là ở chỗ đã xây dựng được hàng loạt nhân vật hảo hán Trung Hoa võ nghệ cao cường, giàu lòng vị tha, xả thân vì nghĩa. Vì vậy, các hảo hán Lương Sơn đã được ca ngợi hết lời, là những người tượng trưng cho ước vọng của quần chúng nông dân thấp cổ bé họng, là những ông tiên ông Bụt bằng xương bằng thịt...
Sự xuất hiện của các anh hùng Thủy hử là có lý. Giữa xã hội phong kiến,... hành động của họ nhiều lúc rất có ý nghĩa. Nhưng coi... tư tưởng và hành động của họ là chuẩn mực, là tấm gương sáng cho người đời noi theo thì lại hoàn toàn sai. Họ không thể là "bó đuốc soi đường cho nhân dân trong đêm trường trung cổ phong kiến". Trên thực tế của tác phẩm, đúng như Lỗ Tấn nhận xét, họ trả thù các quan lại, địa chủ cường hào, nhưng cũng có lúc xâm nhiễu nhân dân và hành động quá tay. Có những người may mắn được họ cứu giúp (như cha con Kim Thuý Liên, Thi Ân), nhưng cũng có những trường hợp bị chặt đầu vô cớ (19 người trong nhà Trương Đô giám, những người dân ra xem hành hình Tống Giang, những người vô tình qua Lương Sơn bị các hảo hán giết làm lễ ra mắt...). Họ giết người như ngoé và có lúc mở quán bánh bao nhân thịt người... Tính vô nhân đạo trong hành động của không ít hảo hán Lương Sơn Bạc đã làm hoen ố mục tiêu mà họ đề ra ("thế thiên hành đạo"). Nhiều lúc, hành động và tư tưởng của họ không khác kẻ cướp là mấy. Họ phản kháng và trả thù hoàn toàn tự phát, chưa có lý trí tỉnh táo sáng suốt dẫn dắt, do đó thường sa vào tình trạng manh động, thô bạo, vô chính phủ.
Xuất phát từ những lập luận đó, giáo sư Lương Duy Thứ không đồng tình với quan điểm của một số tác gia Trung Quốc:
Không thể coi Tống Giang là "lãnh tụ cách mạng nông dân trong xã hội phong kiến" và Lý Quỳ là "hình tượng điển hình có tinh thần cách mạng kiên định nhất của nhân dân lao động" ...
Giáo sư Lương Duy Thứ đưa ra dẫn chứng:
Thực ra, từ lâu Lỗ Tấn đã chỉ ra tính chất vô nhân đạo của những hành động manh động, tự phát của các nhân vật Thủy hử. Ông viết: "Tôi rất quý Trương Phi thẳng thắn, không biết sợ cái gì... nhưng tôi căm thù Lý Quỳ, người giống Trương Phi nhưng đã không phân biệt trắng với đen và là kẻ sẵn sàng chặt đầu hàng loạt bằng cây rìu của mình"
Trong tác phẩm Thủy hử, không phải anh hùng nào đang làm quan cho triều đình lên Lương Sơn cũng vì bị gian thần vu cáo, hãm hại như Lâm Xung mà có những trường hợp, chính các tướng lên Lương Sơn trước đặt họ vào tình thế buộc phải theo lên Lương Sơn. Kim sang thủ Từ Ninh bị Thang Long lừa lên Lương Sơn, đặt vào "hoàn cảnh đã rồi", muốn về cũng không được. Hay Lư Tuấn Nghĩa bị Ngô Dụng lừa viết bài thơ phản trắc lên tường (4 chữ đầu câu ghép thành "Lư Tuấn Nghĩa phản") nên không còn đường chối cãi trước lời buộc tội. Chính vì vậy, khi lực lượng Thủy hử đánh Phương Lạp trở về, không phải ngẫu nhiên có sự phân hóa trong tư tưởng của họ, khi triều đình chia cắt thì mỗi người suy nghĩ và theo đuổi mục đích riêng, có những người lại phục vụ triều đình chứ không phải ai cũng tự sát vì nghĩa, chết theo "Tống ca ca" như Ngô Dụng và Hoa Vinh.
Phần đông các anh hùng Thủy hử, nhất là những người xuất thân chiến tướng, dường như chỉ biết chiến đấu, chiến đấu đến hơi thở cuối cùng theo mệnh lệnh. Chính vì vậy, họ dễ bị triều đình lợi dụng, như Hàn Tín bị Lưu Bang lợi dụng để khi xong việc thì trừ bỏ. Đặc biệt sau khi quy hàng triều đình, họ chiến đấu miệt mài hết trận này đến trận khác, thắng trận và lập công không biết mệt mỏi như những cỗ máy và dường như cũng không đòi hỏi gì. Họ xả thân, chỉ biết tiến lên phía trước mà không biết rằng sau lưng mình, bọn gian thần Cao Cầu, Đồng Quán chỉ chờ họ giết xong giặc thì sẽ đâm lén họ.

### Về hình mẫu các nhân vật
Xem thêm: Thi Nại Am
Tuy Thủy hử có sự đa dạng về tính cách và sở trường, sở đoản các nhân vật nhưng theo ý kiến các nhà nghiên cứu, trong đó có ý kiến của nhà phê bình Kim Thánh Thán đời nhà Thanh, một số nhân vật trong Thủy hử có những nét tương đồng với nhân vật trong Tam Quốc Diễn Nghĩa của La Quán Trung. Đó là nguyên nhân chính để các nhà nghiên cứu khẳng định sự tham gia ở mức độ nhất định của La Quán Trung đối với tác phẩm Thủy hử.
Tống Giang, ngoài sự trung hiếu với triều đình, theo Kim Thánh Thán, còn mang nhiều nét của tính giả dối, giống như Lưu Bị. Ngô Dụng với trí thông minh tuyệt đỉnh rất giống Gia Cát Lượng. Quan Thắng và Chu Đồng đều có hình ảnh phảng phất như Quan Vũ. Lý Quỳ có tính nóng và ngay thẳng giống Trương Phi...
Ngoài ra, tên một số nhân vật cũng mang những chữ gợi nhớ đến các nhân vật Tam Quốc Diễn Nghĩa. Lã Phương có biệt danh là "Tiểu Ôn hầu", cũng sử dụng hoạ kích như Lã Bố; Trong Tam Quốc, Gia Cát Lượng có tên tự là Khổng Minh, trong Thủy hử có hai anh em họ Khổng là Khổng Minh và Khổng Lượng; Tiên phong Sách Siêu khoẻ mạnh nhưng bồng bột giống với nhân vật Mã Siêu của Tam Quốc...

## Giá trị nghệ thuật
Trong bài giới thiệu tác phẩm Thủy hử, giáo sư Lương Duy Thứ viết:
Sức hấp dẫn kỳ lạ của Thủy hử chủ yếu do tài năng văn chương của Thi Nại Am. Kim Thánh Thán là một người mang nặng tư tưởng phong kiến đã phải thốt lên: "Những tên sao thiên cương, địa sát, xét ra không hợp đạo làm người, sao lại có áng văn viết ra lạ lùng dễ mê hoặc lòng người đến thế? Ta muốn dựng Thi Nại Am dậy mà hỏi cho ra?"
Về mặt kết cấu, tác phẩm được độc giả đón nhận như hàng trăm truyện ngắn ly kỳ, có thể đứng độc lập như những tác phẩm riêng lẻ, nhưng dưới ngòi bút của Thi Nại Am chúng được xâu chuỗi liền mạch thành một hệ thống hoàn chỉnh. Kết cấu đó mang đặc sắc của những tác phẩm phát triển từ chuyện kể, và sợi dây quán xuyến toàn bộ tác phẩm là sự xung đột giữa chế độ phong kiến áp bức và tinh thần phản kháng mãnh liệt của các anh hùng hảo hán.
Từ những câu chuyện về các số phận đầy éo le trắc trở, như những dòng suối tuôn chảy về sông, Thủy hử đã dựng dậy vô số nhân vật có phong tục tập quán cũng như lời ăn tiếng nói của vùng thượng lưu và trung lưu sông Hoàng Hà. Phải dụng công lắm Thi Nại Am mới xây dựng được những nhân vật không những có "suy nghĩ và hành động phù hợp với giai cấp xuất thân và địa vị xã hội" mà còn có cá tính muôn màu muôn vẻ, hình dáng và lời nói không ai giống ai trong thực tế cuộc đời. Tuy nhiên, có ý kiến cho rằng có những nhân vật chỉ được phác hoạ sơ và có những người chỉ thêm cho đủ số 108.
Trong số 108 hảo hán Lương Sơn có hơn một nửa là những "tôi trung con hiếu", những con người vốn sẵn lòng thờ phụng triều đình, nhưng "muốn làm nô lệ mà vẫn không được", họ phải đứng dậy, làm việc bất đắc dĩ "bức thướng Lương Sơn" (buộc phải lên Lương Sơn Bạc). Vốn là những người dân thấp cổ bé họng, không nuôi ảo tưởng gì đối với con đường công danh sự nghiệp phong kiến và sự phản kháng của họ chỉ nhằm tìm đường sống, nhưng những hảo hán Lương Sơn đã không thể thành công. Sự thất bại của họ cho thấy sự thực lịch sử là trong xã hội phong kiến, khởi nghĩa nông dân chỉ có thể hoặc bị thế lực thống trị đàn áp, hoặc trở thành công cụ thay triều đình đổi ngôi của chế độ phong kiến.
Tác phẩm xây dựng được tính cách nhân vật điển hình, rõ rệt, thậm chí dị biệt. Nếu Tống Giang coi việc làm phản là tội "đáng diệt chín họ" và con đường đến với Lương Sơn quanh co, day dứt bao nhiêu, thì Lý Quỳ lại xem đó là việc đương nhiên và việc gia nhập chốn thủy hử (bến nước) của họ Lý lại đơn giản bấy nhiêu. Ngay trong một nhân vật, khi hoàn cảnh sống và địa vị xã hội thay đổi, tính cách cũng thay đổi theo, như Lâm Xung vốn là người hiền lành nhẫn nhục, nhưng khi ở miếu Thổ thần, hiểu thấu sự nham hiểm và tàn bạo của đám quan trên, ông lại trở nên ngỗ ngược, ngang tàng. Về nỗ lực xây dựng cá tính của những hình tượng nghệ thuật, Thủy hử đã vượt thoát khỏi những khuôn sáo "tính cách có sẵn", "lý tưởng hóa" của các tác phẩm cổ điển, tạo nên những cá tính sinh động và có sức thuyết phục độc giả.
Theo giáo sư Lương Duy Thứ, văn chương của Thủy hử không "dệt gấm thêu hoa" như Tây Sương ký, không "nhả ngọc phun châu" như Hồng Lâu Mộng, mà là "nhạc trỗi chuông ngân", hùng hồn, dồn dập. Văn chương của Thủy hử gần gũi với truyện kể dân gian. Tác phẩm Thủy hử giữ được tính sống động của nhân vật trong ngôn ngữ gần gũi với đời sống hằng ngày, trong lối hành văn ít trang sức tô điểm.

## Sự chuẩn xác lịch sử
Khởi nguồn của Thủy hử truyện là các truyện kể, huyền tích dân gian về cuộc đời và hành vi của các thủ lĩnh Lương Sơn Bạc, thêm vào đó, cũng tồn tại nhiều văn bản truyện Thủy hử khác nhau nên có thể nói, tính xác thực về mặt lịch sử của tiểu thuyết này là không cao. Một trong những ví dụ rõ ràng nhất là trên thực tế, Phương Lạp chưa từng bị tiêu diệt bởi quân lực của Lương Sơn. Phương Lạp đã thực sự xưng đế và bị tiêu diệt bởi những đội quân khác của triều đình nhà Tống chứ không phải quân Lương Sơn Bạc.
Theo Tống sử, tháng 2 năm 1121 (Tuyên Hòa thứ 3) thời Tống Huy Tông, Tống Giang ở Hoài Nam tấn công Hoài Dương quân, triều đình sai tướng đánh dẹp, Tống Giang lại tấn công Kinh Đông, tiến vào ranh giới Sở Châu, Hải Châu; triều đình sai tri châu là Trương Thúc Dạ chiêu hàng được Tống Giang. Cũng theo Tống sử, Tống Giang khởi nghĩa ở Hà Sóc, cướp bóc 10 quận, quan quân không dám chống lại. Tống Giang đánh tiếng sắp đến tấn công, Trương Thúc Dạ sai gián điệp dò xét, biết quân Tống Giang ở bờ biển cướp hơn 10 thuyền lớn để chở những thứ giành được. Vì thế Trương Thúc Dạ mộ tử sĩ được 1000 người, đặt mai phục gần thành, rồi sai khinh binh đến bờ biển, dẫn dụ quân Tống Giang đến đánh. Trước Trương Thúc Dạ đã cho những binh lính khỏe mạnh mai phục bên bờ biển, chờ khi binh lính hợp lại, nổi lửa đốt thuyền của Tống Giang. Quân Tống Giang thấy thuyền mình bị đốt, đều không còn ý chí chiến đấu, phục binh của Trương Thúc Dạ thừa cơ tấn công, bắt được phó thủ lĩnh của Tống Giang, Tống Giang bèn đầu hàng. Không có gì giống như được đề cập trong Thủy hử. Tống sử lại chép Tống Giang cướp bóc ở Kinh Đông, quan Tư Chính điện học sĩ là Hầu Mông dâng thư nói rằng: "Tống Giang có ba mươi sáu người hoành hành ở vùng Tề, Ngụy, quan quân có hàng vạn cũng không dám chống lại, tài năng ắt hơn người. Hiện nay giặc cướp ở Thanh Khê đang nổi lên, chẳng bằng tha tội cho Tống Giang, sai đi đánh Phương Lạp để chuộc tội".
Trong một nhận định khác về sự chân xác của Thủy hử truyện, Lỗ Tấn viết:
| “ | "... Nguyên bản Thủy hử truyện nay không còn, bộ Thủy hử lưu hành hiện nay có hai loại, một loại 70 hồi, một loại trên 70 hồi. Loại trên 70 hồi cũng bắt đầu từ chuyện Hồng thái uý lạc bước vào điện ma vương rồi sau đó 108 người tụ về Lương Sơn Bạc, đánh người cướp của, cuối cùng nhận lệnh chiêu an, được phái đi đánh dẹp giặc Liêu, bình định Điền Hổ, Vương Khánh, bắt được Phương Lạp (lãnh tụ các cuộc khởi nghĩa nông dân cùng thời) lập công lớn. Cuối cùng triều đình nghi kỵ, bắt Tống Giang uống thuốc độc mà chết, rồi hóa thành thần. Còn chuyện chiêu an thì vốn là cách nghĩ của người cuối Tống đầu Nguyên, bởi vì lúc này xã hội loạn lạc, quân lính áp chế nhân dân, những người dân hòa bình thì nhẫn nhục chịu đựng, những người không hòa bình thì ly khai làm giặc. Kẻ làm giặc một mắt chống cự với quân lính, quân lính không thắng nổi họ, mặt khác cướp bóc nhân dân, tất nhiên nhân dân thường xuyên bị họ nhũng nhiễu. Nhưng một khi giặc ngoại xâm đến, quân lính không chống cự nổi, nhân dân vốn căm ghét ngoại tộc xâm lược, liền nghĩ đến chuyện dùng bọn giặc cướp đã chiến thắng quân lính để chống xâm lược, bởi vậy giặc cướp lúc này lại trở thành kẻ hành đạo. Còn như chuyện Tống Giang uống thuốc độc tự sát thì lại do người đầu Minh thêm vào. Minh Thái Tổ, sau khi nhất thống thiên hạ đã sinh lòng nghi kỵ các công thần, ra tay chém giết, những kẻ giữ được trọn vẹn không nhiều. Để tỏ lòng đồng tình với những công thần bị sát hại, nhân dân đã thêm vào chuyện Tống Giang uống thuốc độc tự sát rồi hóa thành thần. Đó âu cũng là chỗ khiếm khuyết có thực, một ví dụ thường thấy về cách quyết "đoàn viên" của tiểu thuyết". | ” |

## Các bản dịch ra ngôn ngữ khác
Thủy hử được dịch ra nhiều thứ tiếng, trong đó có tiếng Việt. Bản dịch tiếng Việt đầu tiên là của Á Nam Trần Tuấn Khải, có văn phong hàn lâm và hiện được cho là bản dịch chính thức để dùng trong nghiên cứu và giảng dạy. Một bản dịch sau, không có những hồi cuối của La Quán Trung, do Mộng Bình Sơn dịch, có giọng văn sát với truyện anh hùng, phiêu lưu, mạo hiểm hơn và do đó quen thuộc hơn với người bình dân.
Bản tiếng Anh đầu tiên do Pearl Buck- nữ nhà văn Mỹ từng đoạt giải Nobel Văn học- dịch và mang tựa là All men are brothers (Mọi người là anh em, lấy ý tứ của câu Tứ hải giai huynh đệ, nghĩa đen: bốn bể là anh em).
Bản dịch ra tiếng Pháp lấy tên là Les chevaliers Chinois (Hiệp sĩ Trung Hoa).

## Tác phẩm diễn sinh

### Thủy hử hậu truyện
Thủy hử hậu truyện của Trần Thầm nói về chuyện các thủ lĩnh còn sống sót cùng hậu duệ của Lương Sơn Bạc một lần nữa nổi dậy, chống gian thần, kháng quân Kim. Cuối truyện, các thủ lĩnh Lương Sơn rút về quần đảo Xiêm La, Lý Tuấn trở thành quốc vương Xiêm La, xưng thần với nhà Tống. Đây được xem là hình tượng của Trịnh Thành Công.

### Tục Thủy hử
Tương truyền La Quán Trung là học trò của Thi Nại Am. Sau khi Thi Nại Am đã sáng tác xong 70 hồi truyện Thủy hử, vua nhà Nguyên đọc xong truyện đã nổi giận bắt giam Thi Nại Am và hạ lệnh phải viết tiếp đoạn sau, kể về việc Lương Sơn Bạc bị dẹp, nếu không sẽ bị xử tội. Thi Nại Am lo lắng, bèn cho gọi học trò là La Quán Trung tới nhà lao cùng bàn bạc. Hai người cùng nhau thống nhất ý tưởng viết tiếp về việc thất bại của quân Tống Giang. Sau một năm, phần Tục của Thủy hử hoàn thành, hai thầy trò mang dâng vua Nguyên. Vua Nguyên xem xong rất bằng lòng, hạ lệnh thả Thi Nại Am.
Nội dung của bộ phận được cho là Tục Thủy hử kể về quá trình tổn thất, tan rã hoàn toàn của các anh hùng Lương Sơn Bạc. Lương Sơn Bạc phát triển đến cực thịnh ở hồi 70 với việc tập hợp đủ 108 vị anh hùng được phân thứ hạng và nhiệm vụ ở Lương Sơn. Triều đình nhà Tống nhiều lần phát quân đi đánh dẹp đều bị quân khởi nghĩa đánh bại. Thái úy Cao Cầu đích thân cầm quân đi dẹp, bị quân Lương Sơn bắt sống. Tuy nhiên, do thủ lĩnh Tống Giang mang nặng tư tưởng trung quân ái quốc nên đã sai thả Cao Cầu và xin được về quy thuận triều đình. Dù bị nhiều ý kiến phản đối (nhất là Võ Tòng và Lý Quỳ), Tống Giang vẫn quyết ý dẫn các thủ hạ về quy hàng khi được triều đình chiêu an.
Sau khi về hàng triều đình, quân Lương Sơn được điều đi chống quân nhà Liêu xâm phạm bờ cõi nhà Tống. Quân Lương Sơn thắng quân Liêu liên tiếp nhiều trận (chiếm được Đàn Châu, Kế Châu, Bá Châu, U Châu), sắp tiến đến kinh đô nước Liêu thì vua Huy Tông theo lời các gian thần, chấp thuận cho nước Liêu giảng hoà và hạ lệnh Tống Giang rút quân.
Trở về, triều đình lại phái quân Lương Sơn đi đánh dẹp cuộc khởi nghĩa Phương Lạp. Với đội ngũ thiện chiến, tài năng, quân Lương Sơn dưới cờ hiệu của triều đình nhà Tống đã dẹp được cuộc khởi nghĩa quy mô lớn này. Khi đánh quân Liêu, họ toàn thắng và không có tướng lãnh nào tử vong. Sự suy giảm quân số chỉ diễn ra khi quân Lương Sơn đụng độ quân Phương Lạp. Cho tới khi đánh bại quân khởi nghĩa này và bắt sống thủ lĩnh Phương Lạp, các anh hùng Lương Sơn Bạc bị tổn thất rất nhiều.
Trên thực tế, bộ phận được xác định là viết thêm về sau là phần nội dung quân Lương Sơn bình định hai cuộc khởi nghĩa khác do Điền Hổ và Vương Khánh lãnh đạo. Hai phần được sắp xếp sau đánh Liêu và trước đánh Phương Lạp. Trong quá trình này, quân Lương Sơn cũng thu hàng nhiều hảo hán thuộc hai lực lượng trên và hầu hết các tướng lĩnh mới đều tử trận. Khi Viên Vô Nhai sửa chữa đã gạt bỏ hoàn toàn các nhân vật mới ra khỏi nội dung đánh Phương Lạp.

### Đãng khấu chí
Truyện Đãng khấu chí của Du Vạn Xuân đời nhà Thanh. Du Vạn Xuân theo quan điểm phong kiến, đứng về phía triều đình, cho rằng truyện Thủy hử quá tai hại đối với xã hội vì nó kích động nhân dân chống đối triều đình và những cái chết oan uổng của các anh hùng Lương Sơn sau khi quy hàng nhà Tống khiến nhân dân thương xót "những kẻ làm loạn". Vì vậy mãi tới thế kỷ 19, Du Vạn Xuân mới viết Đãng khấu chí (nghĩa là: kể chuyện dẹp giặc cướp) nhằm mục đích viết lại Hậu Thủy hử, nội dung kể về việc các anh hùng Lương Sơn Bạc bị triều đình đánh dẹp thẳng tay và họ đã bị tiêu diệt chứ không khiến triều đình phải chiêu an. Họ bị mô tả như quân cường khấu, vô đạo, trái nghĩa. Tuy nhiên, khi Đãng khấu chí ra đời, Hậu Thủy hử đã quá phổ biến, đã in sâu trong tâm trí độc giả 500 năm và vì vậy, Đãng khấu chí rất ít được biết tới.

### Kim Bình Mai
Truyện Kim Bình Mai của Tiếu Tiếu Sinh bắt nguồn từ một chi tiết trong Thủy hử, tích Võ Tòng giết chị dâu Phan Kim Liên để trả thù anh Võ Đại. Ba chữ trong tựa là tên ba nhân vật trong đó Kim là Phan Kim Liên, chị dâu Võ Tòng (Võ Tòng là một nhân vật trong Thủy hử), Lý Bình Nhi và Bàng Xuân Mai. Có người coi Kim Bình Mai là danh tác thứ năm, có người xếp Kim Bình Mai vào hàng tứ đại danh tác thay vì Hồng lâu mộng.

## Trong điện ảnh
Thủy hử đã đi sâu vào tiềm thức của nhiều người dân Trung Quốc nói riêng và Đông Á nói chung. Từ thập niên 80 của thế kỷ 20, đoàn làm phim tỉnh Sơn Đông đã dựng phim Thủy hử, kể về giai đoạn hình thành và phát triển của Lương Sơn Bạc và kết thúc ở hồi 70 khi các anh hùng Lương Sơn tụ tập đủ, phân chia ngôi thứ. Vai chính Tống Giang do diễn viên nổi tiếng Bào Quốc An (người thủ vai Tào Tháo trong phim Tam Quốc Diễn Nghĩa) đóng.
Tới cuối thập kỷ 90 của thế kỷ 20, hãng phim truyền hình Trung Quốc dựng phim Thủy hử, dài 43 tập, kể đầy đủ về sự hình thành cho tới khi thất bại của Lương Sơn Bạc. Vai chính Tống Giang do diễn viên nổi tiếng khác là Lý Tuyết Kiện đóng. Đặc biệt, bộ phim còn có sự tham gia của nhà chỉ đạo võ thuật nổi tiếng Viên Hòa Bình. Bộ phim này đã được coi là bản thành công nhất về phim Thủy Hử cho đến nay, ngoài ra bài nhạc Hảo Hán Ca do Lưu Hoan trình bày cũng được khán giả yêu thích và đón nhận vì toát lên được khí khái của các anh hùng hảo hán. 
Hãng phim truyện TVB của Hong Kong cũng đã dựng phim Lâm Xung gồm 20 tập, chỉ đề cập tới một số nhân vật Thủy hử là Lâm Xung, Lỗ Trí Thâm, Thời Thiên, Yến Thanh, Lư Tuấn Nghĩa, Lý Sư Sư, Cao Cầu và vua Huy Tông.
Vào năm 2011, một bộ phim Thủy hử mới được ra đời, gọi là Tân Thủy hử. Bộ phim truyền hình này được dàn dựng công phu và quy tụ nhiều ngôi sao hàng đầu điện ảnh Trung Quốc (Trương Hàm Dư trong vai Tống Giang, Nghiêm Khoan trong vai Yến Thanh, Cao Hổ trong vai Dương Chí, Hồ Đông trong vai Lâm Xung,...)., bộ phim này đã tạo dựng rõ hình tượng các anh hùng Lương Sơn hơn bản cũ (Tống Giang do Lý Tuyết Kiện thủ vai)